# Scampitella
Scampitella är en ort och kommun i provinsen Avellino i regionen Kampanien i Italien. Kommunen hade 1 190 invånare (2017).